# Ana-Maria Negrilă
Ana-Maria Negrilă este o scriitoare contemporană de literatură fantastică și science fiction.

## Scurtă biografie
Ana-Maria Negrilă a debutat în 1993 cu povestirea Fragile în Jurnalul SF, iar prozele sale au obținut numeroase premii la concursurile de profil (inclusiv premiul Vladimir Colin pentru roman, 2008 și 2021). A fost membră a cenaclului String și a grupului Kult.

## Lucrări
A scris și publicat atât ficțiune, cât și non-ficțiune în numeroase reviste cum ar fi: Apostrof (revistă), Anticipația CPSF, EgoPHobia, ArtPanorama, Haemus Revistë Evropiane, Argos, revista String etc..
A scris proză fantastică, dar a fost o prezență activă și în cadrul mișcării cyberpunk din România. 
A fost o colaboratoare constantă a Jurnalul SF, publicație ce „a provocat și întreținut coagularea celei mai importante mișcări în SF-ul românesc postcomunist, unind postmodernismul și cyberpunkul”. 
A făcut parte din grupul Kult ale cărui volume, Cronicile sângelui, Vremea demonilor (2001) și Radharc (2005), „ilustrează specia antologiei de grupare estetică, promovând, prin Ana-Maria Negrilă, Bogdan-Tudor Bucheru, Costi Gurgu, Florin Pîtea și Jean-Lorin Sterian, un SF de deliberată și programatică interferență cu domeniile fantasy și horror.” 
A publicat numeroase povestiri în reviste și almanahuri de profil. Povestirea Trickster a fost publicată în Almanahul Anticipația, 1999-2000, Peșterile de fum ale timpului în Antologia Nemira, 1996, iar ultima sa povestire, Agentul galenic, parte a seriei Stelarium, a apărut în revista Știință & Tehnică nr.66, 2017. 
A publicat în numeroase alte antologii printre care New Weird (ed. Ann & Jeff VanderMeer), unde povestirea sa De acum și până-n noapte s-a regăsit alături de proze semnate de China Mieville, Clive Barker, Michael Moorcock și alții. Povestirea Peșterile de fum ale timpului a fost tradusă în Nemira Anthology 1996 (Time’s Caves of Smoke), iar Camera (Dhoma) a apărut în Haemus Reviste  Evropiane nr. 8, 2001.

## Listă povestiri
- Agentul galenic, revista Știință & Tehnică nr. 66, 2017
- Fragile, Lumi stranii, Editura Vremea, 2015[8]
- Pangul albastru, Dincolo de Orizont. Povestiri Science Fiction, Volumul 1 (2015), Millennium Books, 2015.
- Ora morții, Dincolo de noapte. 12 fețe ale goticului, Editura Millennium Books, 2012[9]
- De acum și până-n noapte, The New Weird, Editura Millennium Books 2008.
- De acum și până-n noapte, antologia Kult 3, Radhark, Millennium Press, 2005.
- Povestea călătorului de la soare-apune, Alte lumi, alte legende, Editura Media Tech, Iași, 2002.
- Cântecul zorilor, Cronicile sângelui (antologie Kult), editura ProLogos 2001[10]
- Camera, Haemus Reviste  Evropiane, nr. 8, 2001.
- Copilăria lui Münchausen, România SF 2001, Editura ProLogos, 2001.
- Lumina din adâncuri, Almanahul Nautilus, Editura Nemira, 2001.
- Lumea de nisip, Arca îmblânzitorilor de fantome, editura EuroVida, 2000.
- Trickster, Almanahul Anticipația, Editura Nemira,1999-2000.
- Împăratul de înghețată, Ficțiuni nr.2/1998, Omnibooks.
- Peșterile de fum ale timpului, Antologia science-fiction Nemira '96

## Romane
Ana-Maria Negrilă a publicat mai multe romane și culegeri de povestiri: Orașul ascuns (Diasfera, 2005), Împăratul ghețurilor (Diasfera, 2006, Crux Publishing, 2018) pentru care a obținut premiul Vladimir Colin în 2008, Cântecul zorilor și Lumile se prăbușesc (2015, ebook). În 2016, i-a apărut primul volum al seriei Stelarium, Regatul sufletelor pierdute (Crux Publishing), urmat la câteva luni de volumul al doilea, Ascensiunea stelară, iar în 2019 de al treilea volum, Agenții haosului, apărut la aceeași editură. „Agenții haosului oferă un finis coronat opus, Ana-Maria Negrilă dovedind astfel că nu a avut intenția de a scrie volume peste volume până la epuizarea posibilităților subiectului (ceea ce ar fi făcut să planeze asupra Stelariumului marele risc al artificialului, căruia îi cad pradă atâția autori ai momentului), ci a creat firesc o frescă viabilă, pe care a preferat să o aștearnă pe hârtie în atâtea pagini câte erau necesare, fără digresiuni, dar și fără teama de amănunte. Rezultatul: o saga închegată, gata să reziste oricărei critici, adevărată arhitectură literară; probabil cea mai importantă realizare științifico-fantastică a ultimilor cinci ani, greu de concurat în anii care urmează, cu puține rivale în anii trecuți.” În 2020 a publicat primul volum al unei serii fantasy, Stăpânul umbrelor - Trezirea (Crux Publishing) . În 2021, i-a apărut la editura Hyperliteratura un roman istoric, Cele patru oglinzi ale adevărului. 

## Premii literare
- Premiul Vladimir Colin, pentru romanul Agenții haosului, 2021.
- Premiul Vladimir Colin, pentru romanul Împăratul ghețurilor, 2008.
- Premiul II, Colocviul Dincolo și dincoace de mainstream, Călărași, 1999.
- Premiul pentru proză scurtă, povestirea Vizitatorul de seară, zilele Pozitronic, Buzău, 1996.
- Premiul I, Editura Nemira,  povestirea Împăratul de înghețată, 1995.
- Premiul I, zilele cenaclului Quasar, Iași,  povestirea Timpul de pulbere, 1995.
- Premiul I, Editura Nemira,  povestirea Schimbarea la față, 1994.
- Premiul I, Cenaclul Unesco Quasar, Iași, povestirea Lumina din adâncuri.
- Premiul I, Tabăra internațională Atlantykron, povestirea Schimbarea la față, 1994.
- Premiul III, premiul cotidianului Evenimentul Zilei,  povestirea Sincronicitate, Iași, 1994.

## Interviuri
- Interviu în Jurnalul Național
- Interviu în „Descoperă”
- Interviu în „Zile și Nopți”
- Interviu IQuads: https://www.iqads.ro/articol/45998/ana-maria-negrila-despre-viitorul-indepartat-si-viata-pe-alte-planete-ce-ar-fi
- Interviu Booknation: https://booknation.ro/interviu-cu-ana-maria-negrila-autoarea-cartii-regatul-sufletelor-pierdute/
- Interviu 6TV Mihaela Mândrea-Muraru: https://www.youtube.com/watch?v=D9l7IUbwEvo
- EgoPHobia nr.54, 2018 Interviu EgoPHobia
- Interviu Bibliocarti
- Interviu Femeia știe
- Interviu ClubSF Arhivat în 28 iulie 2019, la Wayback Machine.
- Interviu Jurnalul Național  Arhivat în 28 iulie 2019, la Wayback Machine.
- Interviu Infrasunete Interviu Infrasunete

## Recenzii
- Recenzie Mircea Opriță, De la Bucureștiul „ascuns”, la marginea galaxiei, Helion nr.100/2019
- Recenzie Stelarium Oliviu Crâznic, Un viitor complex și exotic, EgoPhobia nr.57/2019
- Recenzie Booknation I
- Recenzie Booknation II https://booknation.ro/recenzie-imparatul-gheturilor-de-ana-maria-negrila/ ]
- Observator cultural, nr. 863/2017
- Prezentare Împăratul ghețurilor
- Observator cultural nr.864/2017
- Recenzii Stelarium
- Recenzie Revista de Suspans  Arhivat în 28 iulie 2019, la Wayback Machine.
- Prezentare Stelarium

## Evenimente
- Lansare Agenții haosului 2019
- Concurs creație literară Universitatea Creștină Dimitrie Cantemir
- BookLand Evolution 2018
- Universitatea Creștină Dimitrie Cantemir, Despre narator, narațiune și perspectiva narativă  2018
- Lansare Împăratul ghețurilor
- Gaudeamus 2017
- Drumul spre Vozia 2017 Dezbatere
- Lansare Regatul sufletelor pierdute 2016